# Lawa (Volk)
Die Lawa (oder Lua, Thai: ลั๊วะ oder ละว้า, laotisch: ລະວ້າ; Eigenbezeichnung: Lavu’a) sind eines der kleineren Bergvölker in Nord-Thailand, wo sie bereits lebten, bevor die Thai einwanderten und ihre ersten Königreiche gründeten. Heute leben sie immer noch oft aufgrund ihrer traditionellen Lebensweise und ihres animistischen Glaubens abseits der restlichen Thai-Bevölkerung. Sie gelten – wie die anderen Bergvölker Thailands auch – als handwerklich besonders begabt. Die unverheirateten Frauen tragen ein weißes Hemd mit roten Krallenketten, nach der Heirat auffällig bunte Kleider.
Wesentliche Siedlungsgebiete der Lawa befinden sich im Amphoe Hot der Provinz Chiang Mai und im Amphoe Mae Sariang der Provinz Mae Hong Son. Die Sprache der Lawa gehört zum Palaung-Zweig der austroasiatischen Sprachfamilie.
In der Volksrepublik China werden die Lawa als Untergruppe der Va-Nationalität betrachtet.
Von den Lawa zu unterscheiden sind die Lua (auch als T'in, Chao Dol, H'tin, Katin, Kha Che, Kha Pai, Kha Phai, Kha T'in, Lwa, Mai, Mal, P'ai, Phai, Praj, Pral, P'u Pai, Thin, Tie oder Tin bezeichnet), die im Norden von Laos und in der thailändischen Provinz Nan siedeln und Sprachen aus dem Khmu-Zweig der austroasiatischen Sprachen sprechen. Thailändische Behördenvertreter haben diese in der Vergangenheit auch als Lawa bezeichnet. Ob die beiden Völker eine gemeinsame Abstammung haben, ist zweifelhaft.